# Ламбре (коммуна)
Ламбре́ (фр. Lambrey) — коммуна во Франции, находится в регионе Франш-Конте. Департамент — Верхняя Сона. Входит в состав кантона Комбофонтен. Округ коммуны — Везуль.
Код INSEE коммуны — 70293.

## География

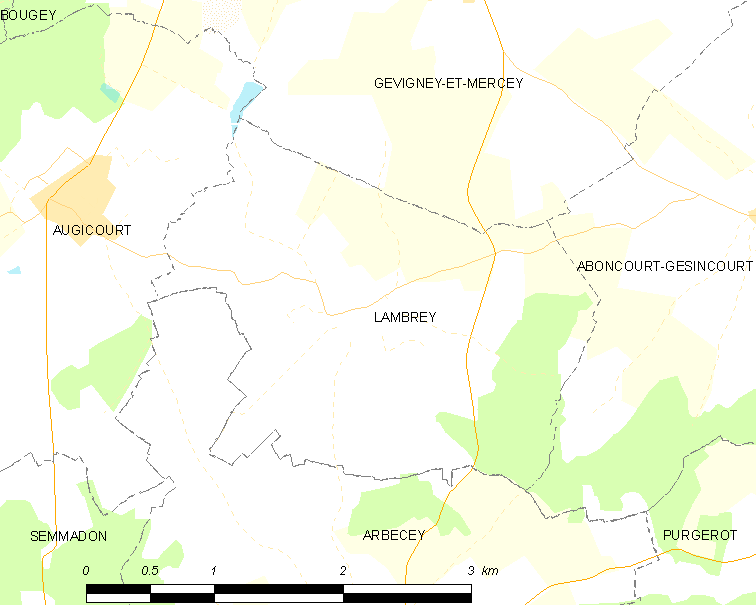
Карта коммуны

Коммуна расположена приблизительно в 300 км к юго-востоку от Парижа, в 60 км севернее Безансона, в 24 км к северо-западу от Везуля.

## Население
Население коммуны на 2010 год составляло 85 человек.
| 1962 | 1968 | 1975 | 1982 | 1990 | 1999 | 2010 |
| ---- | ---- | ---- | ---- | ---- | ---- | ---- |
| 111  | 101  | 90   | 88   | 70   | 88   | 85   |

## Администрация
| Период | Период | Фамилия     | Партия | Примечания |
| ------ | ------ | ----------- | ------ | ---------- |
| 2001   | 2006   | Роже Шамбре |        |            |
| 2006   | 2008   | Мишель Мийо |        |            |
| 2008   | 2014   | Орор Миньо  |        |            |

## Экономика
В 2010 году среди 46 человек трудоспособного возраста (15—64 лет) 37 были экономически активными, 9 — неактивными (показатель активности — 80,4 %, в 1999 году было 76,1 %). Из 37 активных жителей работали 31 человек (18 мужчин и 13 женщин), безработных было 6 (1 мужчина и 5 женщин). Среди 9 неактивных 2 человека были учениками или студентами, 5 — пенсионерами, 2 были неактивными по другим причинам.

## Достопримечательности
- Крест на кладбище (1620 год). Исторический памятник с 1989 года[3]